# Chùa Kim Ngân
Chùa Kim Ngân là ngôi chùa cổ, được xây dựng từ thế kỷ X dưới thời vua Lê Đại Hành. Chùa thuộc vùng bảo vệ đặc biệt của khu di tích Cố đô Hoa Lư (Ninh Bình). Cũng như các di tích khác trong quần thể di sản cố đô Hoa Lư, chùa được xếp hạng di tích quốc gia đặc biệt năm 2012.

## Vị trí
Chùa Kim Ngân nằm ở làng cổ Chi Phong, xã Trường Yên, thành phố Hoa Lư, Ninh Bình. Từ thành phố Hoa Lư theo đại lộ Tràng An hoặc quốc lộ 38B khoảng 11 km tới chùa.
Chùa Kim Ngân toạ lạc trên thửa đất rộng 2000m2, chùa giáp với Quèn Vuông, là nơi thông nhau giữa thành Đông và thành Tây của kinh đô Hoa Lư xưa.
Chùa Kim Ngân nằm cạnh núi Đại Vân, rất gần đền Vua Đinh Tiên Hoàng. Chùa quay hướng đông nam, gồm có chính điện, nhà tổ, phòng khách, nhà ăn, tháp…

## Lịch sử
Chùa Kim Ngân còn được gọi chùa Ngần vì nó nằm trên địa phận xứ Đồng Ngần hay chùa Đại Vân vì nằm bên chân núi Đại Vân. Tương truyền chùa được xây dựng trên nền kho của vua Đinh – vua Lê nên mới gọi là chùa Kim Ngân, nghĩa là chùa Vàng. Theo sử sách, Mùa xuân 987, vua Lê Đại Hành lần đầu cày ruộng tịch điền ở núi Đọi được một hũ nhỏ vàng. Lại cày ở núi Bàn Hải, được một hũ nhỏ bạc, nhân đó đặt tên là ruộng Kim Ngân.
Chùa Kim Ngân cùng với chùa Am Tiên, chùa Duyên Ninh, chùa Cổ Am, chùa Nhất Trụ là những chùa cổ thời Đinh - Lê nằm trong khuôn viên kinh thành Hoa Lư còn tồn tại đến ngày nay. Trong số đó, chùa Duyên Ninh cùng với chùa Kim Ngân nằm ở vị trí thành Tây của kinh đô xưa. Cũng như chùa Nhất Trụ, chùa Kim Ngân là nơi thờ phật và các nhà sư thế kỷ 10 như Pháp Thuận, Khuông Việt và Vạn Hạnh.
Chùa Kim Ngân hiện tại là một chùa cổ kính, nằm nép mình bên các dãy núi Đại Vân xưa là kinh thành của Hoa Lư. Trên địa bàn xã Trường Yên hiện còn 6 chùa gồm: chùa Nhất Trụ, chùa Am Tiên, chùa Kim Ngân, chùa Cổ Am, chùa Bà Ngô và chùa Duyên Ninh. Tương truyền, Mỗi chùa gắn với một sự tích khác nhau như cầu phúc thì đến chùa Cổ Am, cầu lộc vào chùa Kim Ngân, cầu danh vào chùa Nhất Trụ, cầu thọ vào chùa Bà Ngô, cầu tài vào chùa Am Tiên còn cầu duyên thì vào chùa Duyên Ninh...
Câu đối trước toà Tiền bái có viết:
"Cổ bát sinh hoa non phong thiên thu dụng khí tốt
Bồ đề kết quả chi đình vạn thế ngưỡng linh thanh"
Tạm dịch:
Gốc phật nở hoa, non phong ngàn năm chung khí tốt
Bồ đề kết quả, nơi đây muôn thuở anh linh.